# 鼓吹
鼓吹是中國古代一种由吹奏乐器和打击乐器组合而成的演奏形式，起源于中國西北少数民族的马上音乐。它传入中原后，在发展过程中和各地民间音乐相结合，逐渐形成了不同风格、各具特点的鼓吹乐。鼓吹主要用于朝会、行路和军中的仪仗队伍，也用在宫廷的宴饮、游乐活动中。鼓吹乐的主要是演奏壮军威的军乐以及典礼音乐。一般鼓吹都有歌辞，是带有歌曲性质的音乐作品形式。内容一般庄严肃穆，但由于来自民间，其中也有爱情歌曲，如《上邪》。

## 分類
黄门鼓吹：由天子近侍負責，是天子的专用仪仗队，他們站在殿庭，在宴會場合演奏，主要乐器是排箭和笳。
横吹：又称鼓角横吹，主要乐器是鼓、角、横笛，有时加上管、篳篥和排簫一同演奏，主要用作军乐，一般在马上演奏。
短簫铙歌：主要用于社庙、郊祀、校猎等场合，主奏乐器是鼓、笳、排簫、铙等，同樣是在马上演奏的军乐。現今流傳下來的歌詞有汉代铙歌18篇，其中有《战城南》、《将进酒》、《上邪》等。
簫鼓：因用簫与鼓合奏而得名。演出时，乐工可坐在楼车中演奏。